# Olive Garden
 (mai 2018).
Si vous disposez d'ouvrages ou d'articles de référence ou si vous connaissez des sites web de qualité traitant du thème abordé ici, merci de compléter l'article en donnant les références utiles à sa vérifiabilité et en les liant à la section « Notes et références ».
Olive Garden est une chaîne de restaurants américaine, spécialisée dans la cuisine italo-américaine. La chaîne appartient à Darden Restaurants (en) et est basée à Orlando en Floride.

## Histoire
Le premier restaurant Olive Garden a été ouvert par General Mills le 13 décembre 1982 à Orlando en Floride. En 1989, General Mills avait ouvert 145 restaurants, ce qui en faisait l'une des chaînes du groupe avec la plus rapide croissance. Même si la chaîne ne remporta pas de succès critique, elle était populaire, et ses ventes finirent par rejoindre celle de sa société-sœur, Red Lobster. La compagnie devint finalement la plus grande chaîne de restaurants de type italien aux États-Unis. Olive Garden est aujourd'hui possédé par Darden Restaurants, Inc., une compagnie issue de General Mills en 1995.
À la date du 28 mai 2017, il existe 846 restaurants de la chaîne aux Etats-Unis et au Canada (6), auxquels on peut ajouter 31 restaurants en franchise.